# Mario Cavigliani
Mario Cavigliani (Vigevano, 20 maggio 1914 – ...) è stato un calciatore italiano, di ruolo centrocampista.

## Carriera
Debutta in Serie B nel 1932-1933 con il Vigevano, disputando sei campionati cadetti per un totale di 83 presenze e 2 gol.

## Palmarès

### Club

#### Competizioni nazionali
- Serie C: 1

Vigevano: 1936-1937